# 毛勝
毛 勝（もう しょう、1401年 - 1458年）は、明代の軍人。もとの名は福寿。字は用欽。本貫は薊州。モンゴル出身。

## 生涯
毛安太（安泰）の子として生まれた。元の右丞相の伯卜花の孫にあたる。伯父の那海が洪武年間に明に帰順し、靖難の変の功績で都指揮同知に上ったが、嗣子がなく、安太が後を嗣いで羽林指揮使となった。兄の毛済が嗣いだが、子がなく、福寿が後を嗣いだ。兄の漠北遠征での功績により、福寿は都指揮使に進んだ。塞外に逃れたことがあったが、ほどなく再び自ら明に帰順した。
1442年（正統7年）、福寿は麓川の乱を討った功績により、都督僉事に抜擢された。靖遠伯王驥が舎人を率いる在京番を選抜して、雲南の苗族の乱を討捕させるよう求めた。そこで福寿は都督の冉保とともに600人を率いて赴くよう命じられた。ほどなく参将として麓川の乱を討った。1444年（正統9年）、都督同知に進んだ。
1449年（正統14年）夏、オイラトのエセン・ハーンが明への侵攻を図ると、福寿は平郷伯陳懐らとともに京軍3万を率いて大同に駐屯した。8月、陳懐は土木でオイラト軍に包囲されて戦没したが、福寿は脱出して北京に帰還した。9月、武清伯石亨の推薦により、福寿は左軍左都督に進み、三千営の操練を監督した。10月、エセンが北京に迫ると、福寿は彰義門を守り、オイラト軍を撃退した。兵を率いて西門の外に出て、都督の孫鏜を包囲から救った。都督の武興が彰義門で戦没すると、福寿は都御史の王竑とともに彰義門を救援した。オイラト軍が撤退をはじめると、福寿は紫荊関まで追撃した。
1450年（景泰元年）、福寿は左副総兵として河間府・東昌府のモンゴル人降兵を率いて貴州の苗族の反乱を討った。反乱軍の首領の韋同烈は香炉山に拠っており、福寿は総兵の梁珤や右副総兵の方瑛らとともに総督の王来の指揮に従って分進合撃した。福寿は重安江から進み、反乱軍を撃破した。官軍が山下で合流すると、四面を包囲して反乱軍を攻め立てた。反乱軍は窮して韋同烈を縛って降伏した。
1452年（景泰3年）3月、福寿は湖広巴馬の苗族の乱を討ち、20あまりの寨を攻略し、反乱の首領の呉奉先ら140人を捕らえ、1000人あまりを斬首した。1454年（景泰5年）、南寧伯に封じられ、世券を与えられた。1455年（景泰6年）、福寿は上疏して名を勝と改めた。騰衝に移駐した。金歯芒市長官の刀放革が麓川の遺児の思卜発と結んで反乱を起こすと、毛勝は策を設けてこれを捕らえた。
巡按御史の牟俸が毛勝の横暴不法数十事を弾劾し、毛勝の出自を貶し、外夷と通敵していると非難した。牟俸の告発は事実ではないとされ、不問に付された。1458年（天順2年）8月14日、毛勝は死去した。享年は58。南寧侯の位を追贈された。諡は荘毅といった。
子の毛栄が南寧伯の爵位を嗣いだ。